# 布拉迪斯拉发城堡
布拉迪斯拉发城堡（斯洛伐克语：Bratislavský hrad），斯洛伐克首都布拉迪斯拉发市的主城堡，位于多瑙河畔小喀尔巴阡山脉的一座山丘之上，整体呈方形，四角各有一座角塔。布拉迪斯拉发城堡建于9世纪至18世纪。
1437年神圣罗马帝国皇帝兼波希米亚国王西吉斯蒙病危之际，被其定为继承人的女婿奥地利公爵阿尔布雷希特五世逮捕皇后芭芭拉并将其关押在布拉迪斯拉发城堡。
1956-1964年重修。

## 外部連結
- Bratislava Castle at SlovakHeritage.org （页面存档备份，存于）
- Bratislava Castle at Castles.sk
- Restoration of the castle (official website) （页面存档备份，存于）
- Panoramic virtual tour of castle & view over Bratislava in 2007
- Getting to Bratislava castle （页面存档备份，存于）